# TypeRacer
TypeRacer je prohlížečová online hra pro více hráčů ve psaní na klávesnici. Cílem hráčů je co nejrychleji přepsat zadaný text a tím soutěžit s ostatními. Hra byla spuštěna v březnu roku 2008.

## Hratelnost
Hráči soutěží principem, že rychlost, kterou opisují zadaný text na obrazovce, úměrně posunuje miniaturní auta na obrazovce. Vítězí ten hráč, jehož auto dorazí do cíle jako první, tedy ten, který přepsal text nejrychleji.

## Historie
Typeracer byl vytvořen programátorem Alexem Epshteynem za použití rozhraní pro programování aplikací (API) a webových nástrojů Google (tzn. Google Web Toolkit).
Epshteyn promoval na Univerzitě v Massauchusetts Amherst v magisterském studijním programu matematická informatika a je bývalým pracovníkem společnosti Google. K vytvoření hry tohoto typu byl Epshteyn inspirován programem Windows shareware, který sám používal při učení se psaní na klávesnici, ten však postrádal právě možnost hry pro více hráčů.
Ačkoli starší hry, jako je například The Typing of the Dead, byly spuštěny dříve než byl Epshteynův návrh, nevěděl o nich, jak sám popisuje, kvůli své nezkušenosti v herní komunitě. Když Epshteyna kontaktoval ohledně hry TypeRacer bývalý vývojář hry Mavis Beacon Teaches Typing, vyjádřil souhlas se spoluprací s týmem Beacon.
TypeRacer byl zařazen mezi „100 nejlepších neobjevených webových stránek roku 2008“ amerického časopisu PC Magazine.